# Abdelhamid Zouba
Abdelhamid Zouba (en arabe : عبدالحميد زوبة), est un entraîneur et ancien joueur algérien de football né le 2 avril 1935 à Saint-Eugène (aujourd'hui Bologhine), en Algérie, et mort à Alger le 2 février 2022 des suites d'une longue maladie,.

## Biographie

### Joueur
Il était joueur dans les années 1950 et des années 1960. Il s'est fait connaître aux Chamois niortais où il a commencé sa carrière de joueur professionnel.
Mais en 1958, il quitte l'Europe pour rejoindre l'équipe du FLN qui était pourtant interdite par les plus hautes instances du football et par la fédération française. Cette équipe luttait entre autres pour l'indépendance de l'Algérie de la colonisation française, ce qu'elle réussit en 1962.
Après cet épisode, on le retrouve en 1962 dans le championnat suisse où il est entraîneur-joueur de l'équipe du FC Granges.
Désireux de se tourner définitivement vers le métier d'entraîneur, et afin d'engranger plus d'expérience, il s'engage comme joueur en octobre 1963 avec le Nîmes Olympique pour la saison 1963-1964. Dirigé par Kader Firoud, le Nîmes Olympique alors solide club de D1 malgré de faibles moyens, est réputé pour ses entraînements à la dure.

### Entraîneur
Zouba est également connu pour être disponible à chaque fois que la fédération algérienne de football fait appel à lui pour donner des conseils à la sélection d'Algérie,.

## Carrière

### Joueur
- ????-1958 :  Chamois niortais
- 1958-1960 :  FLN
- 1960-1962 :  US Monastir
- 1962-1963 :  FC Granges
- 1963-1964 :  Nîmes Olympique

### Entraineur
- 1962-1963 :  FC Granges
- 1969-1971 :  Algérie
- 1974-1978 :  MC Alger
- 1982-1984 :  Algérie
- 1990-1992 :  MO Constantine
- 1996-1997 :  Algérie
- 2001-2001 :  Algérie
- 2002-2003 :  Algérie

## Palmarès d'entraîneur
- Championnat d'Algérie  en 1975, 1976  avec le MC Alger.
- Vainqueur de la Coupe d'Algérie en 1976  avec le MC Alger.
- Vainqueur de la Coupe d'Afrique des clubs champions en 1976 avec le MC Alger.